# Ян Свошовський

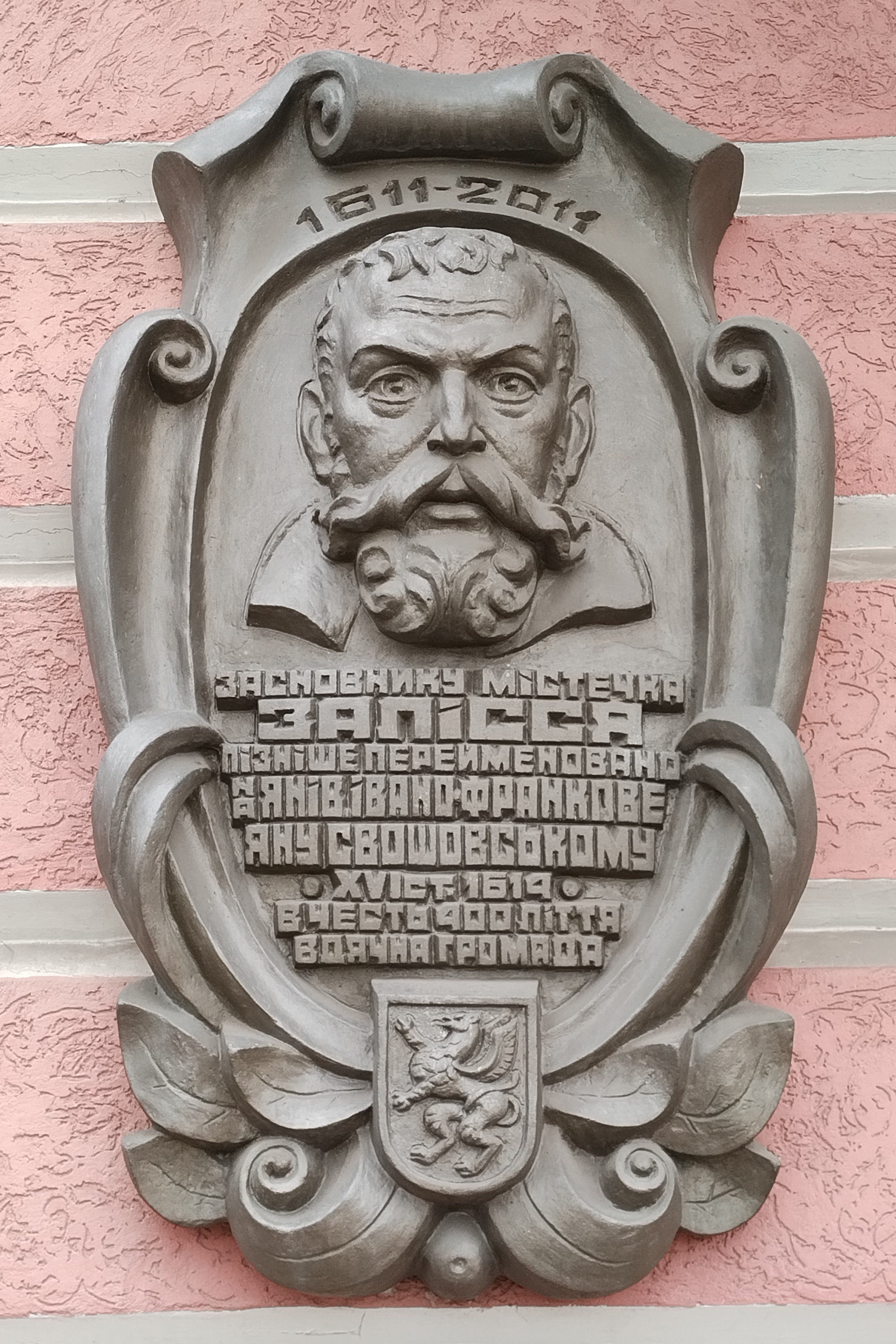
Меморіальна дошка Яну Свошовському у Івано-Франковому

Іван Свошовський (також Свошевський, Световський, пол. Jan Swoszowski; бл. 1563—1615) — польський шляхтич, урядник Речі Посполитої, фундатор.

## Життєпис
Народився близько 1563 року. За даними Каспера Несецького, мав герб Абданк; за іншими — Гриф.
Державив село Залісся. Посади (уряди): писар Львівської землі, войський, підкоморій львівський. Посол Сеймів Речі Посполитої: зокрема, у 1601 році був призначений для корекції прав коронних і щодо кварти равської; у 1607 році — щодо заспокоєння рокошу Зебжидовського. Маршалок Ізби Посольської у 1611 році.
Помер у 1615 році. Був похований у домініканському костелі Божого Тіла у Львові, Йому виготовили пишний надгробок — найкращий у готичній церкві Божого Тіла, автором якого Владислав Лозинський вважав Йогана (Яна) Пфістера.

### Сім'я

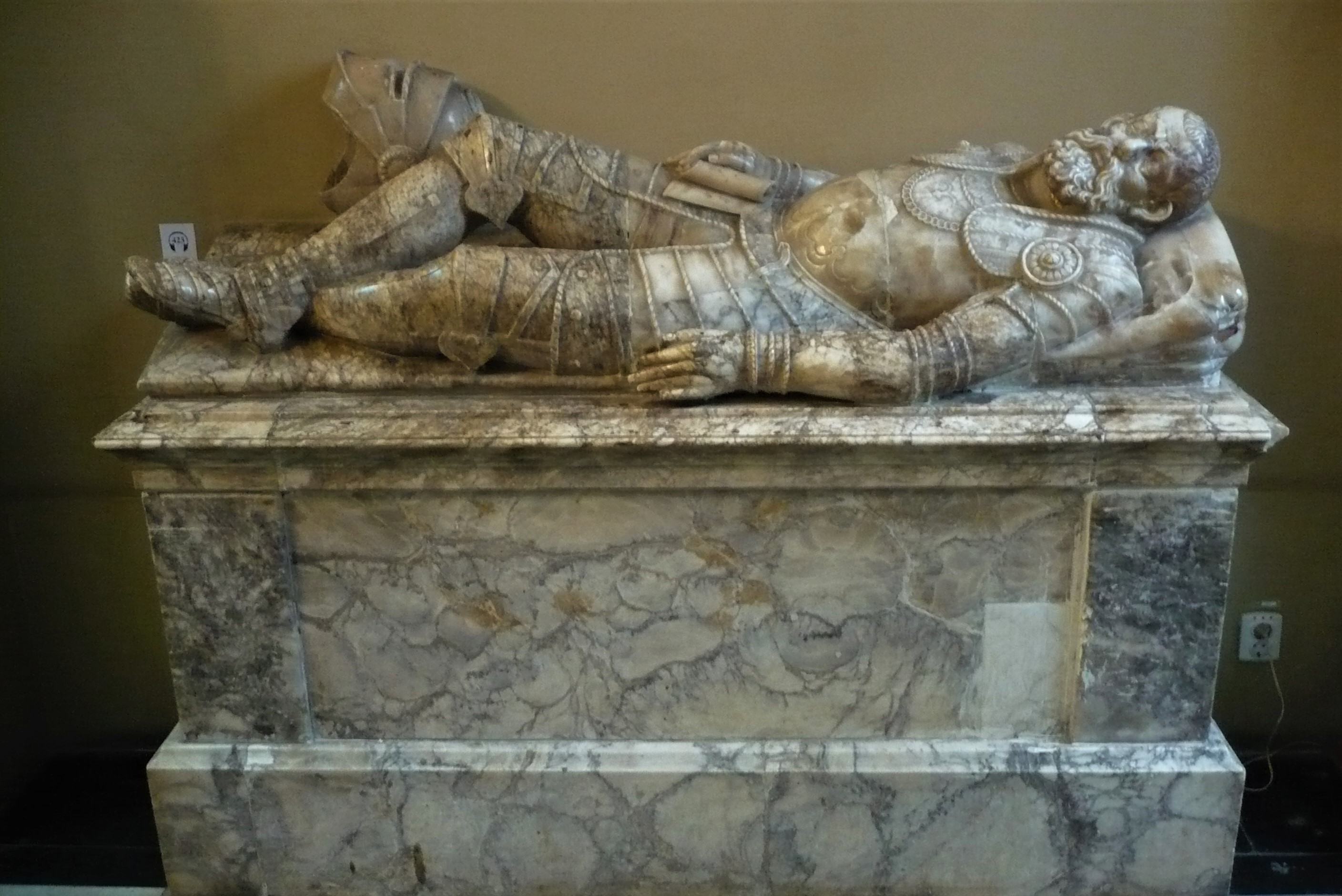
Надгробок Яна Свошовського у Домініканському монастирі Львова

Перша дружина — Маргарита де Конари (Конарська). Разом з нею 1604 року «записав» для вівтаря церкви домініканців Львова село Бірки. 
Друга дружина — Єлизавета Жечицька; з нею 1614 року був фундатором костелу та плебанії в Янові біля Львова. По його смерті — дружина Тшцінського.